# Margaret Woodbridge
Margaret Darling Woodbridge, po mężu Presley (ur. 6 stycznia 1902 w Detroit, zm. 23 lutego 1995 w Brooklynie) – amerykańska pływaczka. Dwukrotna medalistka olimpijska z Antwerpii.
Specjalizowała się w stylu dowolnym. Zawody w 1920 były jej jedynymi igrzyskami olimpijskimi. Zajęła drugie miejsce na dystansie 300 metrów kraulem, była również członkinią zwycięskiej sztafety amerykańskiej (razem z nią płynęły: Ethelda Bleibtrey, Frances Schroth i Irene Guest).
W 1989 została przyjęta do International Swimming Hall of Fame.